# ケリー・スペリー
ケリー・スペリー（Keleigh Sperry、1992年10月16日 - ）は、アメリカ合衆国のモデル。カリフォルニア州出身。

## 来歴
2019年、アメリカ合衆国の俳優、マイルズ・テラーと結婚。現在の姓はテラー。